# 윤승영
윤승영(尹昇榮 1935년 ~)은 서울고등법원장 등을 역임한 법조인이다. 본관은 해평이며, 충청남도 홍성군 출신이다.

## 생애
1935년에 충청남도 홍성군에서 태어났다. 서울대학교 법학과에 재학 중이던 1957년 제9회 고등고시 사법과에 합격했다. 1961년 서울지방검찰청 검사에 임용되어 검사로 시작했으나 1967년 서울민사지방법원 판사, 1981년 서울지방법원 동부지원장 1983년 춘천지방법원장 1984년 7월 청주지방법원장 1986년 서울고등법원장을 역임했다.
서울고등법원의 6개 특별재판부 가운데 제2특별부를 1986년 9월 1일부터 노동관계 사건 전담 재판부로 지정했던 서울고등법원장 재직할 때 대법관 임명에서 제외되자 1988년 7월 12일 사표를 제출했다. 
1992년 3월 11일에 제2이동통신 사업자 허가 기준 등을 심의할 통신위원회에 임명되어 신규 사업자 산정에 공정을 기하겠다고 밝혔다.
1994년 안병화 한국전력 사장, 1995년 전두환 노태우 대통령에 대한 뇌물공여 사건에 연루된 최원석 동아그룹 회장에 대해 변호인을 맡았다.

## 주요 판결
서울민사지방법원 합의6부 재판장으로 재직하던 1977년 8월 4일에 남양만 매립공사 시공자가 전 공화당 소속 국회의원 권모씨를 상대로 낸 채권양도 계약 무효확인 청구소송에서  "남양만 공유수면 매립허가 신청을 했을 때 권씨가 국회의원의 신분으로 농림부 장관 등에게 청탁해 매립허가를 받도록 도와주고 그 조건으로 이익을 반분한다는 동업계약을 맺은 것은 권씨가 단순한 사례조로 받는 것 보다는 좋은 인상을 받기 위해 동업계약이라는 형식을 취한 것에 불과하고 사실은 권력을 배경으로 강제성을 띤 것이기에 사회질서에 반하는 무효한 계약"이라며 "남양만 일대 매립지 107.3헥타르의 45%를 권씨에게 주기로 하고 공증을 했지만 이 채권 양도계약은 무효"라고 판결했다.